# LeseZeichen (Fernsehsendung)
LeseZeichen war ein wöchentliches Büchermagazin, das vom Bayerischen Rundfunk produziert und jeweils Montagabend um 23.40 Uhr im Bayerischen Fernsehen ausgestrahlt wurde. Die erste Sendung lief 1972. Am 22. Dezember 2015 wurde das Literaturmagazin zum letzten Mal ausgestrahlt.

## Themen und Aufbau der Sendung
In Beiträgen, Porträts und Interviews wurden Personen und Themen aus allen Bereichen der Literatur behandelt. LeseZeichen war dabei die vermutlich einzige Fernsehsendung, die von ihren eigenen Zuschauern moderiert wurde: Denn der Rahmen des Magazins waren Kurzumfragen, die zu den jeweiligen Themen führten. Außerdem stellten die auf der Straße befragten Personen Bücher vor, die sie gerade lasen. Weiterer fester Bestandteil jeder Sendung war neben diesen Buchtipps ein Interview mit Autoren, abwechselnd geführt von Julia Benkert und Armin Kratzert, der das Magazin als Redakteur leitete.

## Einstellung der Sendung
Im Sommer 2015 wurde bekannt, dass der Bayerische Rundfunk im Rahmen einer Programmreform plante, das Literaturmagazin zum 1. Januar 2016 aus dem Programm zu nehmen. Im Internet verbreitete sich deswegen rascher Widerstand. Auch eine Online-Petition für den Erhalt der Sendung wurde gestartet, da vermutet wurde, dass die Literaturberichterstattung im Bayerischen Fernsehen durch die Absetzung der Sendung LeseZeichen komplett wegfallen könnte. Trotz der Proteste wurde die Sendung LeseZeichen zum Jahreswechsel 2015/16 eingestellt.